# Збірне програмування
Збі́рне програмува́ння - варіант модульного програмування для розподілених систем, який використовує в процесі збирання програми не тільки готові модулі, а і інші готові елементи (об’єкти, компоненти, каркаси тощо), реалізовані можливо у різних операційних середовищах. Для забезпечення їх правильної взаємодії використовуються спеціальні інтерфейсні мови такі як IDL (Interface Definition Language), CLR (Common Language Runtime) тощо. Підтримується системами CORBA, COM.